# Köktöbe
Artykuł ten został zgłoszony do umieszczenia na stronie głównej w rubryce „Czy wiesz”.
Pomóż nam go sprawdzić: oceń zgłoszoną nominację.

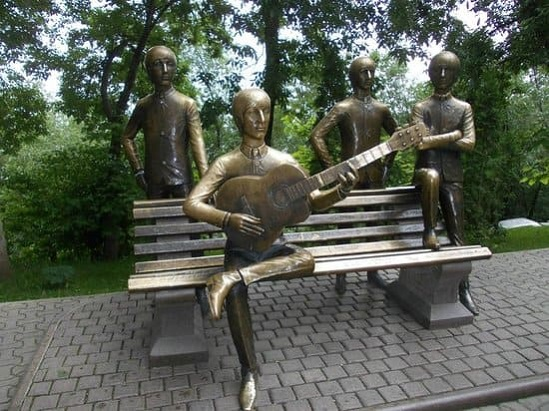
Pomnik The Beatles (John Lennon siedzi z gitarą na ławce)

Köktöbe (kaz. Көктөбе, ros. Коктобе) – najwyższy szczyt Ałmaty, największego miasta Kazachstanu i byłej jego stolicy, o wysokości 1130 m n.p.m. Jest jego symbolem oraz jedną z głównych atrakcji turystycznych.

## Historia
W XIX wieku wzgórze było znane jako „Verigina Gora”, od nazwiska bogatego kupca Verigin, który mieszkał u jego stóp. Już wtedy było chętnym miejscem wypoczynku – mieszkańcy Verny (dawna nazwa miasta) organizowali pikniki majowe, zbierali śnieżyczki, a zimą jeździli na sankach i nartach. Obszar był odwiedzany nawet przez Rosjan w okresie Imperium Rosyjskiego, a także uwzględniany był w XIX-wiecznych materiałach turystycznych.

### Kolejka linowa
W latach 60. XX wieku władze Ałmaty podjęły decyzję o przekształceniu wzgórza w park rekreacyjny. W 1965 r. powstała dolna stacja kolejki linowej, a 4 listopada 1967 r. oficjalnie otwarto park na jego szczycie.
Kolejka linowa – jedna z pierwszych w Azji Środkowej – została zaprojektowana i zbudowana we współpracy z inżynierami z Tbilisi. Trasa miała długość 1620 m, przewyższenie ok. 250 m, a przejazd trwał około 6 minut.

### Wieża telewizyjna
W 1975 r. rozpoczęto projektowanie Köktöbe Tower, budowę zaczęto w 1978 r., a ukończono w 1983 r.; wieża oficjalnie działa od czerwca 1984 r.
Konstrukcja mierzy 371,5 m (razem z anteną), co czyni ją najwyższą wolnostojącą stalową wieżą rurową na świecie.

### Lata 2000
W 2004 r. część stoków wzgórza zaczęła się osuwać po intensywnych opadach, co doprowadziło do tymczasowego zamknięcia obszaru rekreacyjnego.
Program stabilizacji terenu i modernizacji rozpoczęto w 2005 r. Usunięto nielegalne obiekty, ułożono nowe infrastruktury i drogi, odnowiono stacje kolejki, platformy widokowe i całą infrastrukturę parkową.
W 2006 r. otwarto oficjalny park rekreacyjny na wzgórzu, a w 2007 r. ustawiono kultowy pomnik The Beatles (brązowe figury: John Lennon siedzi z gitarą na ławce, pozostali stoją za nim), pierwszy taki zespół w regionie byłego ZSRR.
We wrześniu 2014 r. teren rekreacyjny został zamknięty w związku z planowaną budową nowej kolejki linowej oraz renowacją północnego odcinka wzgórza i obszaru parku.
Prace zakończyły się w marcu 2016 r., przywrócono funkcjonalność kolejki (17 nowych gondoli), a także uruchomiono nowe atrakcje, m.in. diabelski młyn i dokonano modernizacji wszystkich dostępnych obiektów rozrywkowo-rekreacyjnych.